# Сенная (приток Боровки)
Сенная — река в России, протекает в Оренбургской области. Устье реки находится в 106 км по правому берегу реки Боровка. Длина реки составляет 18 км. Площадь водосборного бассейна — 115 км².

## Этимология
Согласно мнению С. М. Стрельникова в долине реки были хорошие покосы, с которых получали много сена, с чем и связано название.

## Данные водного реестра
По данным государственного водного реестра России относится к Нижневолжскому бассейновому округу, водохозяйственный участок реки — Самара от водомерного поста у села Елшанка до города Самара (выше города), без реки Большой Кинель, речной подбассейн реки — подбассейн отсутствует. Речной бассейн реки — Волга от верховий Куйбышевского вдхр. до впадения в Каспий.
Код объекта в государственном водном реестре — 11010001112112100007453.